# Rustam Ashurmatov
Rustam Elyor oʻgʻli Ashurmatov (* 7. Juli 1996 in Qoʻqon) ist ein usbekischer Fußballspieler.

## Karriere

### Verein
Ashurmatov begann seine Karriere bei Bunyodkor Taschkent. Zur Saison 2014 wechselte er zu Qoʻqon 1912. Zur Saison 2015 kehrte er zu Bunyodkor zurück. Dort gab er im August 2015 sein Debüt in der Oʻzbekiston Superligasi. Bis Saisonende kam er zu elf Einsätzen im usbekischen Oberhaus. In der Saison 2016 absolvierte er 27 Partien. In der Saison 2017 absolvierte er 24 Spiele. In der Saison 2018 kam er 29 Mal zum Zug.
Zur Saison 2019 wechselte Ashurmatov nach Südkorea zum Zweitligisten Gwangju FC. Für Gwangju spielte er 26 Mal in der K League 2, mit dem Klub stieg er als Zweitligameister zu Saisonende in die K League 1 auf. Im südkoreanischen Oberhaus kam er anschließend in der Saison 2021 zu 21 Einsätzen. Zur Saison 2021 wechselte der Verteidiger zum Ligakonkurrenten Gangwon FC. Für Gangwon lief er 18 Mal in der K League 1 auf.
Zur Saison 2022 kehrte Ashurmatov in seine Heimat zurück und schloss sich Navbahor Namangan an. Für Navbahor spielte er 25 Mal in der Superligasi. Im Januar 2023 wechselte er nach Russland zum Zweitligisten Rubin Kasan. Für Kasan kam er bis zum Ende der Saison 2022/23 zu fünf Einsätzen in der Perwenstwo FNL, mit Rubin stieg er als Zweitligameister in die Premjer-Liga auf. In der höchsten russischen Spielklasse absolvierte er in der Saison 2023/24 14 Spiele.

### Nationalmannschaft
Ashurmatov nahm 2013 mit der usbekischen U-17-Auswahl an der WM teil. Während des Turniers kam er in allen vier Partien seines Landes zum Zug und erzielte dabei auch ein Tor. Usbekistan schied im Achtelfinale aus. 2015 wiederum nahm er mit der U-20-Mannschaft an der WM teil. Beim Turnier absolvierte er vier der fünf Partien der Usbeken, die für die im Viertelfinale Endstation war.
Im Januar 2017 debütierte Ashurmatov in einem Testspiel gegen Georgien im A-Nationalteam. 2018 wurde er in den usbekischen U-23-Kader für die Asienmeisterschaft berufen. Diese konnte er mit Usbekistan gewinnen. Beim 2:1-Sieg seines Landes gegen Vietnam im Finale erzielte er das erste Tor der Usbeken. Im selben Jahr nahm er mit der U-23-Mannschaft auch an den Asienspielen in Indonesien teil. Bei diesen erreichte er mit dem Team das Viertelfinale, er absolvierte alle fünf Spiele der ehemaligen Sowjetrepublik.
Ashurmatovs erste Turnierteilnahme mit der A-Nationalmannschaft folgte 2024: Er wurde für den usbekischen Kader für die Asienmeisterschaft nominiert. Beim Turnier in Katar absolvierte der Verteidiger vier der fünf Spiele, Usbekistan scheiterte im Viertelfinale am Gastgeber.